# Nerello mascalese
Le nerello mascalese  est un cépage italien de raisins noirs cultivé dans les vignobles de Sicile et de Sardaigne.

## Caractères ampélographiques
- Extrémité du jeune rameau cotonneux ou duveteux blanc verdâtre.
- Jeunes feuilles aranéeuses, vertes à nuances jaunâtres.
- Feuilles adultes, à 3 lobes avec des sinus supérieurs étroits, ouverts peu profonds, un sinus pétiolaire en  lyre étroite ou fermée, des dents ogivales, étroites, en deux séries, un limbe duveteux.

## Aptitudes culturales
La maturité est de troisième époque tardive: 35  jours après le chasselas.

## Potentiel technologique
Les grappes  sont moyennes à grandes et les baies sont de taille moyenne. La grappe est cylindrique ou conique et moyennement compacte. Le cépage produit un vin de couleur rouge rubis, intense et riche en alcool.

## Synonymes
Le nerello mascalese est connu sous le nom de nerello, nireddu, nirello mascalese, niureddu mascalese, niureddu mascalisi. Par erreur pignatello nero